# Referendum o ústavě Abcházie
Referendum o ústavě Abcházie proběhlo 3. října 1999 v Abcházii. K hlasování nebyli připuštěni gruzínci vyhnaní po válce v roce 1993. Hlasování se konalo ve stejný den jako prezidentské volby. V otázce se ptali zda volič souhlasí s ústavou přijatou parlamentem v roce 1994. Pro přijetí hlasovalo 97,9% obyvatel a volební účast byla 87,6%.